# Billy Hassett
William Joseph Hassett, detto Billy (New York, 21 ottobre 1921 – Leonardo, 18 novembre 1992), è stato un cestista e allenatore di pallacanestro statunitense, professionista nella NBL e nella NBA.

## Palmarès

### Giocatore
- Campione NBA (1950)